# Сориано, Фернандо
Фернандо Сориано Марко (исп. Fernando Soriano Marco; род. 24 сентября 1979, Сарагоса, Арагон, Испания) — испанский футболист, полузащитник. Тренер и функционер.

## Карьера

### Клубная карьера
Фернандо родился в Сарагосе. Является воспитанником клуба «Сарагоса», в 1997 году заключил первый профессиональный контракт с клубом на четыре года. Дебютировал в профессиональном футболе в составе клуба «Сарагоса Б» в сезоне 1998/99, всего за вторую команду провёл 142 матча и забил 32 мяча.
В 2001 году Сориано был отдан в аренду клубу «Рекреативо» на один год, за который провёл полноценный сезон в основном составе в Сегунде. В общей сложности провёл за «Рекреативо» 39 матчей и забил 4 гола.
Вернувшись в родной клуб «Сарагоса» в сезоне 2002/03, стал игроком основного состава и помог клубу вернуться в Ла Лигу. В сезоне 2003/04 Фернандо забил победные голы в ворота «Расинга Сантандер» и «Барселоны», также помог своей команде победить в финале Кубка Испании «Реал Мадрид». В начале сезона 2005/06 завоевал со своей командой Суперкубок Испании.
В сезоне 2005/06 Сориано подписал контракт с клубом «Альмерия», забив в первом своем сезоне 7 голов. Объединившись со своим бывшим одноклубником из «Сарагосы» Короной помогли клубу завоевать первое в истории клуба повышение в Ла Лигу, также оба игрока помогли стать андалусцам восьмыми в сезоне 2007/08 в высшем дивизионе. Фернандо помог своей команде сохранить статус команды Ла Лиги и в сезоне 2009/10. С уходом Альваро Негредо в «Севилью» в большинстве матчей Сориано отыграл на позиции оттянутого нападающего, забив 7 мячей в 35 матчах, став вторым бомбардиром команды в сезоне.
21 мая 2010 года Фернандо Сориано подписывает двухлетний контракт, с возможностью продления на год с клубом «Осасуна». Дебютировал в составе нового клуба в первом матче сезона 2010/11 против своего бывшего клуба «Альмерия».
В июле 2011 года Фернандо вернулся в «Альмерию», заключив с клубом трёхлетний контракт. В 2013 году помог клубу вернуться в Ла Лигу.
16 мая 2016 года в возрасте 36 лет Фернандо объявил о завершении игровой карьеры и был назначен главным тренером «Альмерии».

### Международная карьера
В период с 1995-го по 1999-й Фернандо Сориано играл в сборных различных возрастов Испании.

## Достижения
- Обладатель Кубка Испании: 2003/04
- Обладатель Суперкубка Испании: 2004
- Второе место испанской Сегунды: 2002/03, 2006/07
- Победитель плей-офф испанской Сегунды: 2013